# Kartering
Kartering är olika metoder för insamling av data som ska ligga till grund för framställning av kartor, både civila och militära.
Metoderna kan vara fältmätning, bildtolkning, geodetiska och fotogrammetriska metoder.
Man brukar skilja på begreppen storskalig och småskalig kartering. Med storskalig kartering menas inmätning av objekt i stor skala, det vill säga skalområdet 1:400 till ungefär 1:10 000, varifrån man kan börja benämna karteringen småskalig. Gränsen är flytande för var man lägger brytpunkten.
Begreppet kartering har använts i svenskan sedan 1600-talet.